# Juan José Mussi
Juan José Mussi (Plátanos, Partido de Berazategui; 9 de enero de 1941) es un médico clínico y político argentino; seis veces intendente (asumió su sexto mandato en 2023); ministro de Salud de la Provincia de Buenos Aires; viceministro del Interior; secretario de Ambiente de la Nación; diputado provincial; y presidente del Concejo Deliberante de su ciudad.

## Biografía
Nació en una familia humilde; se crio en Plátanos, Berazategui. Trabajó en la fábrica textil SNIAFA mientras estudiaba Medicina en la UNLP.

## Trayectoria política
Entre 1963 y 1965 fue secretario del Concejo Deliberante de Berazategui, elegido por todos los bloques.
En 1973, fue candidato a senador provincial. Ese año asumió la dirección del Hospital Interzonal General de Agudos Gral. José de San Martín, de La Plata, el más grande de la Provincia y el de mayor complejidad. Tras el golpe de 1976, fue dejado cesante.
Fue asesor ad-honorem del Ministerio de Salud de la Provincia de Buenos Aires entre 1974 y 1976.
Tras la recuperación de la democracia
En 1983, fueron a buscarlo para que participara de la política local. Se presentó, pero quedó muy lejos de José Berasategui y Arturo Ramón, sus contendientes.
En 1987, ganó la interna con la Renovación. Eso le permitió ser candidato a intendente. A nivel provincial, Antonio Cafiero fue candidato a gobernador. Ganó las elecciones y asumió como jefe comunal de Berazategui el 10 de diciembre de 1987.
En 1991, ganó la interna del Partido Justicialista. Sus opositores, Arturo Ramón y Argentino Geneiro, se presentaron en diferentes listas. Fue reelecto intendente.

### Fuera del distrito

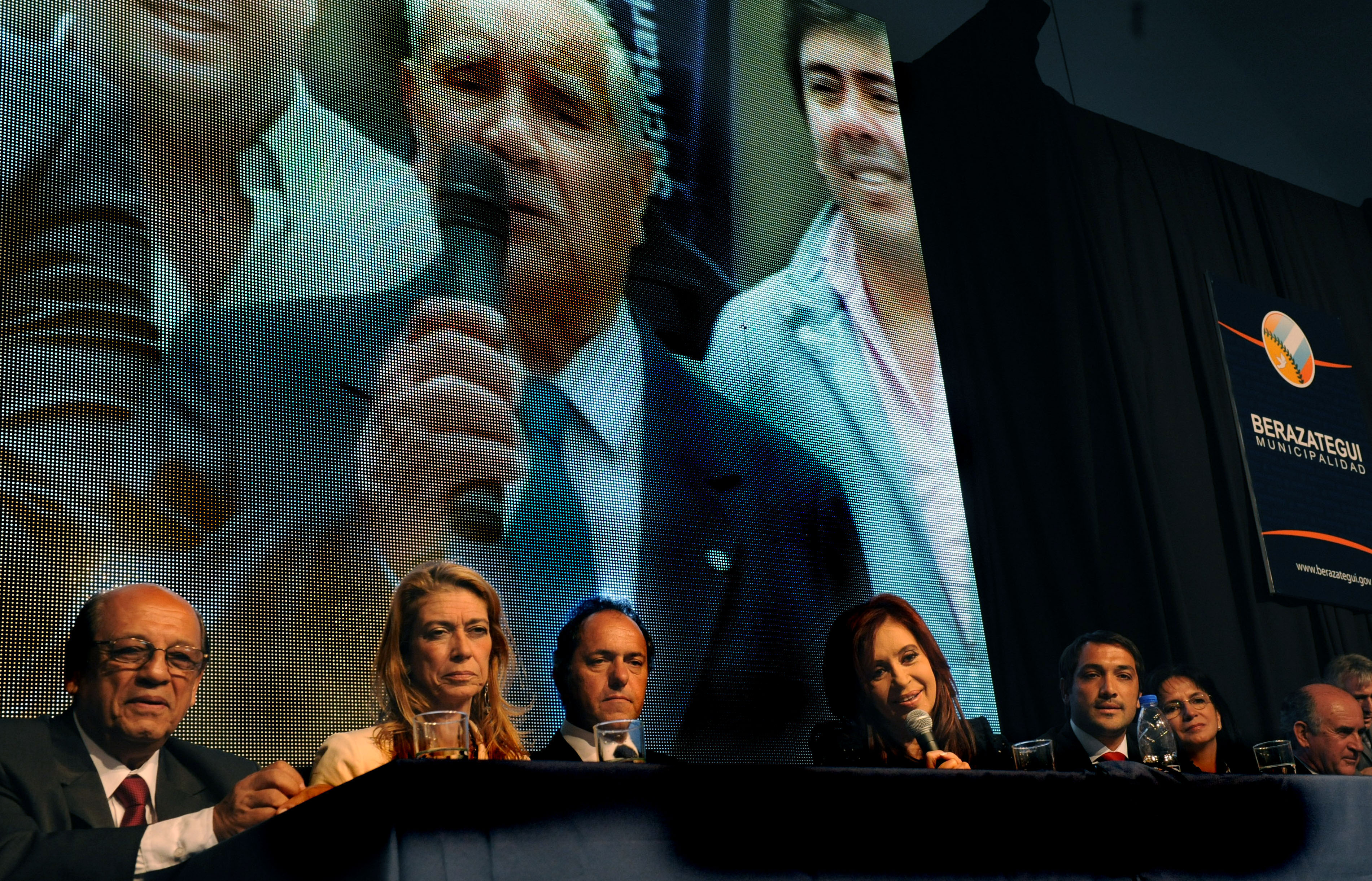
Mussi en un acto en Berazategui con la presidenta y el gobernador

Integró la lista de convencionales constituyentes nacionales por el Partido Justicialista para las elecciones del 10 de abril de 1994.
Fue designado en 2007 vicepresidente del COMCOSUR (Comisión de Municipios del Conurbano Sur) y representante de los intendentes justicialistas en la Mesa Ejecutiva del Foro de Intendentes de la provincia.

### Ministro de Salud
El 12 de abril de 1994 fue convocado por el gobernador, Eduardo Duhalde, para ser ministro de Salud de la Provincia, cargo en el que continuó con la reasunción del gobernador el 10 de diciembre de 1995, y luego con la llegada de Carlos Ruckauf, el 12 de diciembre de 1999. Se mantuvo en ese puesto hasta que Felipe Solá, el 8 de enero de 2002, lo desplazó.

### Político
Durante sus años en el gobierno provincial, lo sucedieron en la intendencia Carlos Infanzón; Jorge Ribeyrol; Remo Salve y Beatriz Bree. En paralelo, fue elegido presidente del Consejo del Partido Justicialista local, que presidió desde 1986 hasta 2017, aunque alternado con otros miembros de su estructura como Roberto Díaz o Juan Bonino.
Desde el 2000 fue secretario de Profesionales, Técnicos y Educadores del Partido Justicialista de la Provincia de Buenos Aires.

### Secretario de Estado
Cuando Duhalde ejerció la Presidencia de la Nación, Mussi ocupó una Secretaría de Estado, la de Asuntos Políticos del Ministerio del Interior. Asumió el 16 de abril de 2002 y se mantuvo en ese puesto los primeros seis meses de la Presidencia de Néstor Kirchner.

### Segunda etapa como intendente
Al regresar a Berazategui, fue elegido de nuevo intendente: asumió en diciembre de 2003. Su hijo, Patricio Mussi, ocupó una concejalía y pasó a ser secretario de Gobierno; así se preparó para sucederlo, en 2010, al frente de la comuna.

### Secretario de Estado (II)
Fue convocado por Cristina Fernández de Kirchner para ocupar la Secretaría de Ambiente de la Nación el 28 de diciembre de 2010. Una de las primeras actividades fue la limpieza del Riachuelo y desocupar terrenos en sus orillas
Llevó adelante el Inventario Nacional de Glaciares, “la identificación, caracterización y monitoreo de todos los glaciares y crioformas que actúan como reservas hídricas estratégicas en la República Argentina". 
Su Secretaría informó que había liberado el 88% del camino de sirga; quitado 186 basurales; empadronaron en la Cuenca 11.995 industrias y llevaron a cabo la adecuación ambiental del Polo Petroquímico Dock Sud. Retiraron 170 mil toneladas de basura, 110 autos y 57 buques; incorporaron 1.500.000 personas a la red de agua potabilizada y 895.000 a la de saneamiento cloacal.
En 2013, encabezó la lista de la Tercera Sección Electoral como candidato a legislador provincial.

### Legislador provincial
El 10 de diciembre de 2013 asumió como diputado bonaerense. Sucedió a su sobrina María Laura Lacava en una de las 18 bancas de la tercera sección. Impulsó los proyectos de Restitución del nombre “Parque los Derechos de la Ancianidad" al Pereyra Iraola; la Ley de presupuestos mínimos para el uso sustentable de envases y la declaración de Berazategui como capital provincial de parques industriales. Presidió la comisión de Ecología y Ambiente.

### Concejal
Al término de su mandato como legislador provincial en 2017, se postuló como edil en su ciudad. Ya elegido, fue votado por sus pares para presidir el Concejo Deliberante, donde permaneció hasta el 4 de julio de 2019 cuando pidió licencia para dedicarse a la campaña por el regreso a la Intendencia, por entonces, a manos de su hijo Patricio.

### Tercera etapa como intendente
Desde diciembre de 2019 ejerció otra vez como jefe comunal hasta 2023 cuando fue reelecto hasta 2027, en lo que sería su último mandato según la ley que limita las reelecciones infinitas.

## Controversias
Desde sus instancias administrativas ha sido denunciado y procesado en varias causas de corrupción, compendiadas en un libro, del que se toma este resumen:
IOMA, 1986: Por el vaciamiento del IOMA (Instituto Obra Médico Asistencial), el Concejo Deliberante inició el expediente 2364- HCD- 87; seguida por el despacho 028, de su Comisión Investigadora, del 4 de septiembre de 1989; tras la causa iniciada en el Juzgado Penal 3 del Dr. Pedro Peralta Calvo, de La Plata. Involucró a Mussi y a 25 médicos. La causa prescribió, aunque existe mucha documentación en poder de particulares.
Jornadas solidarias, 1988: Por esas jornadas de trabajo voluntario se inició el Expediente 4531- HCD- 89 de la Comisión Investigadora del Concejo Deliberante. La denunciante, Gloria Parodi, declaró que había una maniobra para sobrevaluar los precios de materiales de construcción que se usaban. Actuó el juez en lo Criminal 7, Amílcar Vara.
Asfaltos digitados, 1994: el intendente Juan Mussi cortó las cintas en las "Obras de mejorado", cuyas licitaciones siempre ganaban las constructoras Inmar, Cartellone y Ripa-Alsina. La Comisión de Vecinos del barrio San Carlos (creada por quienes temían perder sus casas) dijo que de las 5 mil viviendas con asfaltos, a 1300 se les inició juicio de remate (26%).
Hospital Iriarte, 2000: La refacción del Hospital Iriarte de Quilmes, fue financiada con seis millones de pesos del Banco Mundial. Sin embargo, el organismo internacional confirmó que sólo el 8% de lo pactado fue construido. Las contratadas por la Provincia UADO, Plan Obra y Jovima cobraron y no terminaron las obras. La defraudación ocurrió durante la gestión de Mussi en el Ministerio de Salud. Por eso se le citó a declarar. La causa está en la UFI 8 de La Plata, a cargo del Dr. Carlos Argüero, con IPP 15.186. El juez de Garantías era el N° 3, César Melazzo.
Tribunal de Cuentas, 2005: El Tribunal Provincial sancionó a 14 funcionarios de su Municipalidad por más de 7 millones de pesos a pagar de su bolsillo, desde Mussi hasta José Potito, Carlos Infanzón, Remo Salve y Beatriz Bree.
Desvío de subsidios. Mussi fue procesado en:
A- Subsidio SAMO de 210 mil pesos a la Asociación Cooperadora de Centros Culturales dependientes de su Municipalidad. La denuncia está en la Unidad Funcional de Investigaciones Complejas (UFIC 8) de La Plata. Se entregaron 200 mil pesos, el 3 de agosto de 1999, y 10 mil el 20 de octubre de 1999. El dinero se utilizó para comprar el predio "El Patio" en lugar de destinarse a la salud.
B- Causa 29.842 radicada en la UFIC 3 (del fiscal Marcelo Martínez) que acusó a Mussi de "Comisión del delito de defraudación al Estado Nacional por desvíos de fondos". Intervino el Juzgado platense de Garantías 2, de César Melazzo.
Hay denuncias de cuando se desempeñó como ministro: En 1998, no pudo prevenir una epidemia de sarampión que afectó a la provincia. Tampoco logró convencer a los diputados provinciales sobre los destinos de los fondos del PAMI girados a Buenos Aires.

### Arrepentido
El presidente del Concejo Deliberante, Ruben Aicardi, declaró en los tribunales de Quilmes (causa judicial 256.522, de 2005) los pormenores del cobro de retornos o coimas a cambio de la instalación de emprendimientos como barrios cerrados, bingos y cementerios privados. En sólo cinco de ellos, según Aicardi, se cobraron sobornos por un millón de dólares. La sorprendente declaración periodística que en su momento fue llevada a la Televisión Pública (Huella Digital, 2005). El programa fue censurado a partir de una presentación judicial de los abogados de Mussi.

## Sucesiones
| Predecesor: Arturo Héctor Ramón           | Intendente de Berazategui 1987-1994                                      | Sucesor: Dr. Carlos Alberto Infanzón  |
| Predecesor: Dr. Horacio Pacheco           | Ministro de Salud de la Provincia de Buenos Aires 1994 - 2002            | Sucesor: Dr. Ismael Passaglia         |
| Predecesor: Dr. Remo Salve / Beatriz Bree | Intendente de Berazategui 2003-2010                                      | Sucesor: Abogado Juan Patricio Mussi  |
| Predecesor: Homero Bibiloni               | Secretario de Ambiente y Desarrollo Sustentable de la Nación 2010 - 2013 | Sucesor: Ingeniero Omar Judis (Chaco) |
| Predecesor: Patricio Mussi                | Intendente de Berazategui 2019-2027                                      | Sucesor: En el cargo                  |

## Sus poesías
Uno de sus entretenimientos es escribir; editó seis libros: 
- “Con palabras de mi pueblo” (1997);
- “Vivir… Sentir… en Poesías” (2007);
- “Vivir… Sentir… en Poesías 2” (2009);
- “Sentimiento y Pertenencia” (2010);
- “Mi vida, Mi pueblo, Mi patria” (2012);[21]
- "Sentires, Afectos, Pasiones” (Antología poética, 2014).

## Sitios externos
- Juan José Mussi
- Municipalidad de Berazategui
- Autoridad de Cuenca Matanza Riachuelo
- Secretaría de Ambiente y Desarrollo Sustentable de la Nación
- Directorio del Gobierno Nacional